# Galle Face Green
Galle Face Green, ou simplement Galle Face, est un jardin public du centre de Colombo, au Sri Lanka, situé le long de l'océan Indien. Long d'un demi-kilomètre et d'une superficie de cinq hectares, il a été créé en 1859 par le gouverneur britannique Henry George Ward, sur une surface beaucoup plus grande. Utilisé à l'origine comme champ de courses et terrain de golf, il a aussi accueilli du cricket, du polo, du football, du tennis et du rugby.

## Histoire
Galle Face Green était jadis beaucoup plus grand qu'aujourd'hui. Il s'étendait au nord jusqu'au lac Beira, aux remparts du Fort (en) et au cimetière de la ville, au sud jusqu'à Galle Face Hotel (qui y a remplacé en 1864 une villa hollandaise) et à l'est jusqu'à l'église St Peter (consacrée en 1821). Il avait été créé par les Néerlandais pour fournir à leurs canons une position de tir contre les Portugais, lors du siège de la ville en 1656. Selon une des versions de l'étymologie de « Galle Face », l'entrée des fortifications était appelée « porte de Gal », car elle ouvrait vers le sud, en direction de la ville de Galle. Le mot néerlandais « faas » signifiant « en face », Galle Face voudrait dire littéralement : devant les fortifications du côté de Galle. Selon une autre version, il s'agirait d'une corruption du nom original de la côte à cet endroit, « Gal Bokk », le mot cingalais « Gal » signifiant « rocher » et « Gal Gate » voulait dire seulement « porte du rocher ».
En 1856, le gouverneur de Ceylan Henry George Ward (1797–1860) autorisa la construction d'une promenade d'un kilomètre et demi le long de l'océan Indien, afin que les femmes et les enfants puissent flâner et « prendre l'air ». Cette promenade a été terminée en 1859.

### Courses hippiques
Les courses de chevaux ont commencé sur Galle Face dès le début des années 1820, sous le gouverneur Edward Barnes (1776–1838). L'esplanade située devant le fort, jusqu'alors marécageuse, fut comblée et aplanie dans cette perspective. Le champ de courses faisait à peu près deux kilomètres et demi. L'endroit prit le nom de « champ de courses de Colpetty » et fut utilisé pour cela jusqu'en 1893, lorsque les courses hippiques furent transférées au nouvel hippodrome de Colombo (en). Le club hippique fut également fondé au début des années 1820, la première course officiellement enregistrée datant de 1821. 
Pour assister aux courses, un pavillon fut érigé au plus haut point de l'esplanade ; il était en bois, circulaire, avec un toit en feuilles de palmier tressées. Par la suite, il a été agrandi et ses murs refaits en brique. Il a enfin été remplacé par un bâtiment plus spacieux, connu sous le nom de « Bungalow des courses ». En 1870, ce bungalow est devenu le siège du Colombo Club (en), et a pris le nom de Colombo Club building (en). En septembre de la même année, on lui a rajouté une galerie d'observation, appelée la « Grande tribune ». Une nouvelle tribune à deux niveaux a ensuite été construite pour les membres du club. Bien conservé, le Colombo Club building est aujourd'hui intégré aux bâtiments du Taj Samudra Hotel.

### Golf
En 1879, des expatriés britanniques ont introduit le golf à Ceylan en jouant sur Galle Face Green. Ils y ont créé le Royal Colombo Golf Club — sans bâtiment ni véritable terrain de golf. La première assemblée générale du club a eu lieu le 13 mars 1880 au Colombo Club building (en). En 1896, comme Galle Face devenait de plus en plus fréquenté et que les golfeurs devaient disputer l'espace aux autres sportifs, ils ont déménagé à leur emplacement actuel dans le quartier de Borella.

### Rugby
Le premier match officiel de rugby du Sri Lanka a eu lieu sur Galle Face Green le 30 juin 1879, entre une équipe du Colombo Hockey and Football Club (en) et le reste du monde. Des matchs de rugby ont ensuite été régulièrement organisé au centre du champ de courses de Colpetty, un espace partagé avec le club de golf.

### Cricket
Le premier match de cricket Royal-Thomian (en) a eu lieu du 15 au 17 juin 1879 à Galle Face Green, à l'emplacement actuel du Taj Samudra Hotel. Il mettait aux prises pour la première fois Royal College (en) (alors appelé Colombo Academy) et S. Thomas' College (en) de Mount Lavinia. Il semble que les deux équipes aient dû traverser le Lac Beira à la rame pour se rendre sur place. Colombo Academy a remporté cette première rencontre par 56 courses.

## Galle Face aujourd'hui

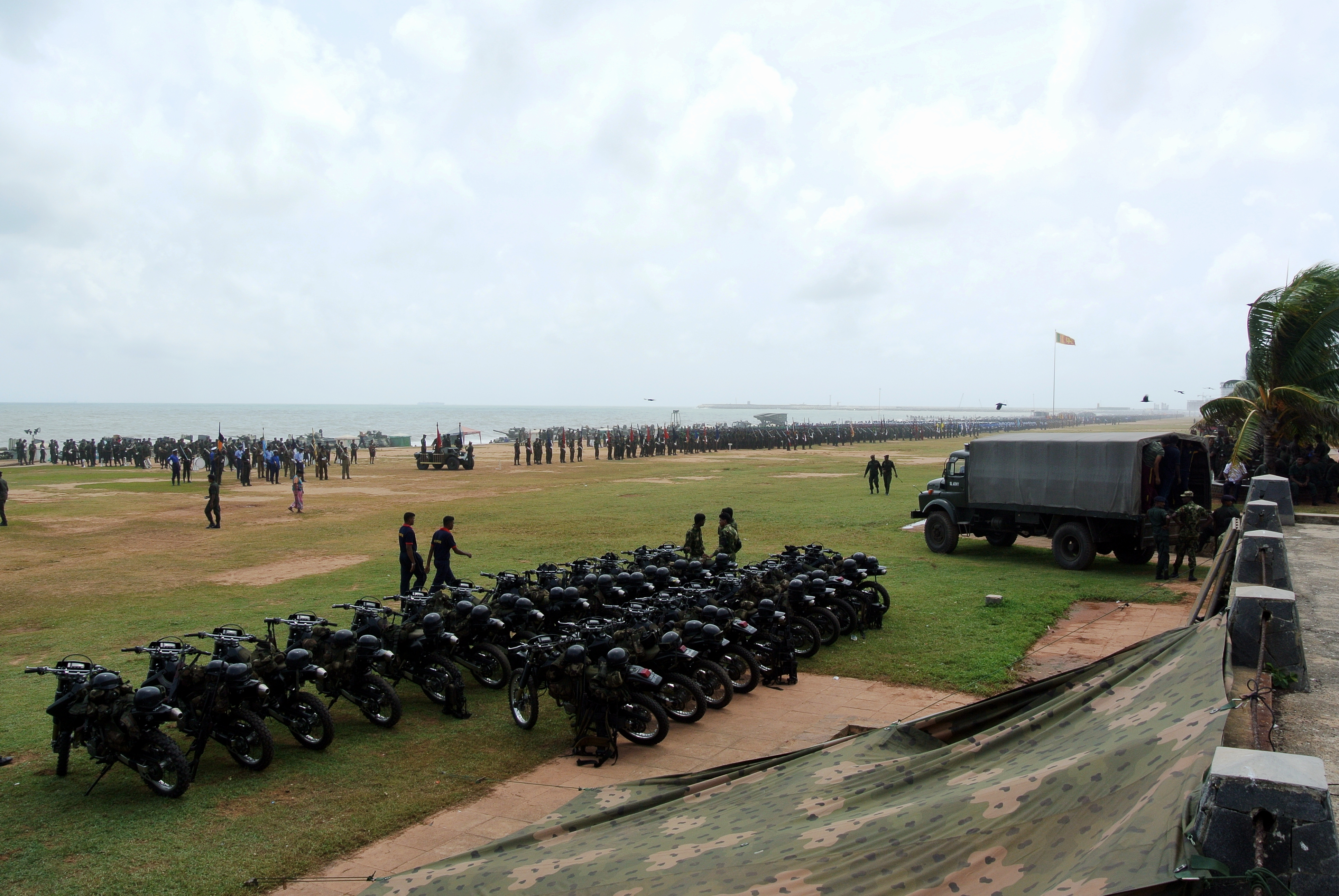
Rassemblement militaire à Galle Face Green (mai 2013).

Galle Face est aujourd'hui un ruban de 5 hectares entre Galle Road et l'océan Indien, ce qui en fait le plus grand espace libre de Colombo. L'endroit est populaire auprès des familles, des adolescents, des amoureux, des amateurs de cerfs-volants, des vendeurs de friandises, des diseurs de bonne aventure, et de tous ceux qui veulent se livrer à leur passe-temps face à la mer. Le samedi et le dimanche, l'endroit fourmille de promeneurs, de pique-niqueurs et de vendeurs de nourriture.
Deux grands hôtels se trouvent à proximité : le Kingsbury Hotel (en), rénové en 2013, et Galle Face Hotel, un des plus vieux et des plus pittoresques, avec ses hauts plafonds, ses boiseries et son mobilier ancien.
Dans les années 1950 et 1960, Radio Ceylan et son successeur la Sri Lanka Broadcasting Corporation, ont enregistré de nombreuses émissions en public sur Galle Face.
Galle Face Green est géré et entretenu par l’Urban Development Authority of Sri Lanka (UDA).